# Atractus natans
Espèce
Synonymes
- Atractus emersoni Silva Haad, 2004

Atractus natans est une espèce de serpents de la famille des Dipsadidae.

## Répartition
Cette espèce est endémique du Brésil. Elle se rencontre au Pará et en Amazonas.

## Description
Atractus natans mesure pour les mâles jusqu'à 253 mm dont 32 mm pour la queue et, pour les femelles, jusqu'à 308 mm dont 25 mm pour la queue. Sa tête est fine et de forme conique.

## Étymologie
Son nom d'espèce, du latin natans, « flottant », lui a été donné en référence au fait que plusieurs spécimens capturés par les auteurs l'ont été dans des troncs d'arbres pourris flottant dans la forêt inondée.

## Publication originale
- Hoogmoed & Prudente, 2003 : A new species of Atractus (Reptilia: Ophidia: Colubridae: Dipsadinae) from the Amazon forest region in Brazil. Zoologische Mededelingen vol. 77, no 15/36, p. 425-440 (texte intégral).